# 쿠안도 메 에나모로
《쿠안도 메 에나모로》(스페인어: Cuando me enamoro)은 2010년 방영된 멕시코의 텔레노벨라이다.